# Pécsi Vasutas Koncertfúvós Zenekar
A Pécsi Vasutas Koncertfúvós Zenekar Magyarország ismert amatőr fúvósegyüttese, egyike az ország és Európa neves amatőr fúvószenekarainak, hiszen 1984 óta számos versenyfesztivál első díját és különdíját nyerte el itthon és külföldön. Pécs kulturális életének egyik meghatározó szereplőjeként az „Európa kulturális fővárosa hivatalos nagykövete” címet viselte.

## Történet
A zenekar 1945-ben alakult Bali János karmester irányításával. Ekkor a zenekar minden tagja vasutas dolgozó, illetve annak családtagja volt. Az együttes 1983-ig a Pécsett és környékén jelentkező fúvószenei igényeket elégítette ki és a zenekar állandó szereplője volt a különböző társadalmi rendezvényeknek. Ezután került a karmesteri pálca Neumayer Károly trombitaművész, Artisjus-díjas és Liszt-díjas fúvószenekari karnagy kezébe, .Az elkövetkező években számos kitüntető minősítést, díjat és különdíjat vehettek át. A zenekar fenntartója a VOKE Vasutas Művelődési Ház!
1991-től a zenekar minden évben a Pécsi Napok rendezvénysorozat résztvevője. Évente adventi koncertet ad a zenekar a pécsi székesegyházban.  Budapesti rádiófelvételeikből 2 CD-t adtak ki. Tagjai  a városukban, illetve környékén élő vasutasok gimnazista diákok, egyetemisták, tanárok és zenekedvelő amatőrök.
2014 márciusa óta a zenekar művészeti vezetője a Pécsi Nemzeti Színház karmestere, Bókai Zoltán. 2015 októberében a Kodály Központban ünnepelte fennállásának 70. évfordulóját, amelyen részt vettek Pécsi Balett táncművészei, a Vivat Bacchus Énekegyüttes, Ócsai Annamária és Bognár Szabolcs énekművészek.

## Az utóbbi időszak jelentősebb eseményei
- 2003 - Csokonai Vitéz Mihály-díj
- 2007 - Erdélyi bemutatkozó látogatás Székelyföldön
- 2008 - EKF Nagykövet[5]
- 2008 - I. Sárvári Fúvószenekari verseny D. kategória kiemelt arany minősítés
- 2010 - a Magyar Fúvószenei és Mazsorett  Szövetség Nívódíja[3]
- 2012 - Baranya Megyei Príma Díj[3]
- 2012 - Sárvári Fúvószenekari verseny Prémium kategória kiemelt arany minősítés[3]
- 2015 - Pécs-Baranyai Kulturális Szövetség NÍVÓ Díja[2]
- 2016 - WASBE által rendezett nemzetközi verseny I. díj[2]
- 2017-  Fúvószenekari és Mazsorett Fesztivál Pécs
- 2018.- Koncertkörút Erdélyben és Krakkóban.

## Tagságai
A zenekar tagja a Fúvószenekarok és Együttesek Magyarországi és Közép-Kelet-Európai Szövetségének (WASBE), és Magyar Fúvószenei és Mazsorett Szövetségnek.

## Lásd még
- Pécs kulturális élete